# Cronjob
Een cronjob is een Unix-commando dat automatisch op gezette tijden wordt uitgevoerd met behulp van de systeemdienst cron. Cronjobs worden gebruikt in Unix en Unix-achtige systemen als Linux, BSD en Apple Macintosh. Het commando kan een of meer scripts of programma's uitvoeren, en draait in de achtergrond (als batch job).
Een cronjob wordt gespecificeerd als regel in een crontab, een configuratiebestand van cron; zo'n regel specificeert wanneer de job moet worden uitgevoerd en het uit te voeren commando.
De naam cron is afgeleid van het Engels/Griekse voorvoegsel chrono-, dat tijd betekent. Een job is een vooraf afgesproken taak.
Cronjobs moeten niet verward worden met diensten (services, in de Unix-wereld traditioneel daemon genoemd). Een dienst is een permanent beschikbare voorziening die op een binnenkomend verzoek of signaal een taak verricht, terwijl een cronjob een taak verricht op de in de crontab ingestelde momenten.
Vaak worden Cronjobs gebruikt voor het ophalen van de e-mail, het verzenden van e-mail of het controleren op updates. Als een Cronjob op een (web)server wordt gebruikt, is dat vaak om een back-up van een database te maken, een PHP of perl script aan te roepen of een servercommando uit te voeren. De meeste webhosters bieden cronjobs aan in een control panel zoals Plesk of DirectAdmin.
Cronjobs kunnen worden vergeleken met de taakplanner onder Microsoft Windows en werken exact hetzelfde. Voor wie cronjobs via de terminal lastig in te stellen vindt, zijn er verschillende programma's met een grafische gebruikersomgeving (GUI) waarmee via een paar muisklikken een cronjob aangemaakt kan worden.

## Geschiedenis
In Seventh Edition Unix, bevond zich al een cron-service, ontwikkeld door Brian Kernighan, die aangeroepen wordt vanuit /etc/inittab wanneer het systeem werd opgestart in multi-user mode. Vervolgens doorloopt het systeem het volgende proces:
Uitlezen van /usr/etc/crontab. Er wordt gekeken of er cronjobs zijn, zoja dan worden ze gestart door de root. Indien er meerdere cronjobs zijn wordt deze stap herhaald. Er wordt op elk moment gekeken of er een cronjob uitgevoerd moet worden en zo nodig wordt dat ook gedaan. Dit was het simpele maar werkende begin van de cronjobs die we tegenwoordig kennen.

## Syntaxis
Een cronjob wordt gemaakt met het commando crontab. De tijddspecificatie in een cronjob kan de volgende tekens bevatten:
| Teken         | Commando                                                                               |
| ------------- | -------------------------------------------------------------------------------------- |
| *             | Herhalen (minuten, uren, dagen, weken, maanden, jaren)                                 |
| */5           | Herhalen iedere 5 (minuten, uren, dagen, weken, maanden, jaren)                        |
| 5             | Uitvoeren op de 5e (minuten, uren, dagen, weken, maanden, jaren)                       |
| 5-10          | Uitvoeren op de 5e t/m de 10e (minuten, uren, dagen, weken, maanden, jaren)            |
| 5,10,15,16,17 | Uitvoeren op de 5e, 10e, 15e, 16e en 17e (minuten, uren, dagen, weken, maanden, jaren) |
| 30-36/2       | Uitvoeren op de 30e, 32e, 34e en 36e (minuten, uren, dagen, weken, maanden, jaren)     |

en in sommige versies ook het volgende:
| Commando  | Omschrijving                     | Vergelijkbaar aan |
| --------- | -------------------------------- | ----------------- |
| @reboot   | Eenmaal uitvoeren bij opstarten. | n.v.t.            |
| @yearly   | Eenmaal uitvoeren per jaar       | 0 0 1 1 *         |
| @annually | Eenmaal uitvoeren per jaar       | 0 0 1 1 *         |
| @monthly  | Eenmaal uitvoeren per maand      | 0 0 1 * *         |
| @weekly   | Eenmaal uitvoeren per week       | 0 0 * * 0         |
| @daily    | Eenmaal uitvoeren per dag        | 0 0 * * *         |
| @midnight | Eenmaal uitvoeren per dag        | 0 0 * * *         |
| @hourly   | Eenmaal uitvoeren per uur        | 0 * * * *         |

De cronjobs moeten worden ingesteld via de volgende volgorde:
```
<minuten> <uren> <dagen> <maanden> <weekdagen> <commando>
```

Het overzicht hieronder maakt duidelijk wat de mogelijke opties zijn.
```
.---------------- Minuut (0 - 59) 
|  .------------- Uur (0 - 23)
|  |  .---------- Dag van de maand (1 - 31)
|  |  |  .------- Maand (1 - 12) of januari, februari, maart... 
|  |  |  |  .---- Dag van de week (0 - 6) (zondag is 0 of 7) of zondag, maandag, dinsdag... 
|  |  |  |  |
*  *  *  *  *  commando dat uitgevoerd moet worden
```

## Voorbeelden
Allereerst moet het script uitvoerbaar gemaakt worden door middel van chmod. Het script moet een header of meta tag hebben om de parser of terminal te laten weten met wat voor bestand het te maken heeft. De allereerste regel ziet er als volgt uit:
```
#!/pad/naar/bash
```

De cronjob ziet er dan zo uit:
```
* * * * * /pad/naar/script
```

De bovenstaande code kan ook gecombineerd worden tot de volgende cronjob:
```
* * * * * /pad/naar/bash /pad/naar/script
```

## Speciale tekens en valkuilen
De tijdstipaanduiding kan met speciale tekens worden uitgebreid:
komma (,) voor het opsommen van meer dan 1 tijdstip, bijvoorbeeld 10,20,30 voor het aangeven van elke 10, 20 en 30 minuten/uren/dagen van de maand
liggend streepje (-), voor het aangeven van een reeks, bijvoorbeeld 2-5 voor het aangeven van de reeks 2,3,4,5
Het commando kan met een speciaal teken worden uitgebreid:
procent teken (%), voor het aangeven van het einde van het commando en het begin van commando invoer. Dit is een valkuil voor cronjob gebruikers die een commando dat al een %-teken bevat willen gebruiken. Als een commando dat een % teken bevat wordt overgenomen naar de cronjob regel, dan moet het procent teken worden voorzien van een escape-teken, dus worden ingevoerd als \%